# Trichocera hiemalis
Trichocera hiemalis ist ein Zweiflügler aus der Familie der Wintermücken (Trichoceridae).

## Merkmale
Die Fliegen sind 4 bis 4,5 Millimeter lang, mit Flügeln von durchschnittlich 6,2 Millimeter Länge. Diese sind durchsichtig. Der Kopf und das Mesonotum sind braun, auf ihnen sind drei schmale, helle, schlecht erkennbare Längslinien ausgebildet. Die Beine sind bräunlich, distal jedoch dunkler. Bei den Halteren ist der Stil hell und der Kopf dunkel gefärbt. Der Hinterleib ist einfarbig graubraun. Die Körperbehaarung ist weißlich. Bei den Flügeln liegt die Querader tp nahezu genau unterhalb der Abschlussader der Diskoidalzelle. Der Basalteil der Gabel r2+3 ist länger als der Abschnitt der Flügelader R2 bis zur Querader. 

## Vorkommen und Lebensweise
Die Tiere sind in Europa und Nordafrika verbreitet und häufig. Sie besiedeln Wälder.

## Belege